# Irina Derevko
Irina Derevko (también conocida como Laura Bristow), es un personaje de ficción en la serie de televisión de Alias. Nació el 22 de marzo de 1950 en Moscú, Unión Soviética. Derevko es la mujer de Jack Bristow y la madre Sydney Bristow personaje principal de la serie de televisión. Derevko es interpretada por la actriz sueca de teatro, cine y televisión Lena Olin. Lena Olin obtuvo la nominación a los emmy por su interpretación en el papel de Derevko, papel que fue aclamado por la crítica y comparado con el de Hannibal Lecter.

## Biografía
Irina Derevko era una niña moscovita de familia humilde con una facilidad asombrosa para robar las carteras de los turistas en la Plaza Roja de Moscú. Una mañana fue reclutada por Alexander Khasinau para la KGB y pasó a ser una agente espía de la Unión Soviética. Tras servir a su país con honores sus superiores en la inteligencia soviética le asignaron la misión de ir a los Estados Unidos, casarse con el agente de la CIA Jack Bristow y conseguir toda clase de información sobre la inteligencia americana y en especial sobre el Proyecto Navidad. Trabajó encubierta como profesora de Literatura en la prestigiosa universidad de UCLA. Irina recibía sus órdenes y objetivos de la KGB en mensajes cifrados ocultos en primeras ediciones de libros antiguos que Jack le regalaba. A la vuelta de sus misiones, Jack siempre se paraba en una pequeña y vieja librería situada en el centro de Praga, sin saberlo él era quien le pasaba las órdenes a Irina. Irina, siguiendo órdenes, asesinó a 20 agentes de la CIA entre los que se encontraba Bill Vaughn padre de Michael Vaughn. En 1981 cuando Sydney tenía 6 años Irina fingió su muerte en un accidente de tráfico con el agente de la CIA Bentley Carter, quien en realidad era espía de la KGB, y se unió a Khasinau formando su propia organización. 
Al final de la primera temporada de Alias Sydney descubre que Derevko está viva y es el líder de una organización terrorista y se hacía llamar el hombre. 
La segunda temporada de Alias comienza cuando Derevko se entrega para colaborar con la CIA en la desarticulación del SD-6 y de la Alianza de los Doce. Salió de la cárcel para colaborar en una misión de campo, ayudando a Jack y a Sydney a infiltrarse en la base PRF en la India. Semanas después se escapó de la cárcel aliándose con Arvin Sloane y Julian Sark en la búsqueda de los objetos de Rambaldi. 
Durante la tercera temporada se desconoce el paradero de Derevko, aunque se sabe que colaboró con Jack en la búsqueda de Sydney durante sus dos años de desaparición y que mantiene contacto vía internet mediante un chat privado con él. Irina organizó un encuentro entre su hermana Katya y Jack para ayudar a Sydney en sus misiones, también salió a la luz uno de los grandes secretos de la serie y es que Irina tuvo un affair con Arvin Sloane del cual tuvieron su segunda hija y hermana de Sydney llamada Nadia Santos.
Al principio de la cuarta temporada Sydney descubre que Irina había contratado los servicios de un mercenario para asesinarla( más tarde se supo que todo estuvo orquestado por su hermana, Elena Derevko. Jack obtuvo permiso de sus superiores para ejecutar a Irina y él mismo lo llevó a cabo. Más tarde Sydney encontró el cuerpo de su madre en un almacén médico y lo enterró en una cripta en Moscú a tres manzanas de donde ella vivió en su niñez. 
La ejecución de Irina ocurrió 18 meses antes del final de la cuarta temporada y antes de que termine se supo que antes de finalizar la tercera temporada un proceso de modificación genético conocido como Proyecto Hélice fue usado para crear una doble de Irina y fue a esta mujer a quien Jack ejecutó. Todo fue orquestado por Elena Derevko hermana de Irina para confundir a Jack y que pensase que había matado a la verdadera Irina. Elena utilizó el proyecto Hélice sobre una de sus seguidoras que se ofreció a ser ejecutada. La verdadera Irina fue encarcelada y torturada por Elena para que revelase sus conocimientos y secretos sobre Rambaldi. Tras 18 meses de interrogatorios y torturas Irina es rescatada por Sydney, Nadia (a la que no veía desde que era un bebe) y Jack. Aunque fue puesta bajo arresto, la CIA aprobó su incorporación a la misión sobre la ciudad rusa de Sovogda para detener a su hermana Elena y poner fin al juego final de Rambaldi. Tras la ejecución por parte de Irina de su hermana Elena y la desactivación del artefacto de Rambaldi, Jack y Sydney dejan marchar a Irina entre la oscuridad de una ciudad en ruinas en vez de su vuelta a los Estados Unidos y su posterior encarcelamiento.
Durante la quinta temporada, se revela que Irina está colaborando con la organización Profeta Cinco. Según Irina Derevko, muchos asumen que Profeta Cinco era un mito, pero cuando se produjo la caída de la Alianza y del SD-6 , ella supo que Profeta Cinco siempre estuvo en activo. Su objetivo, conocido como El Horizonte, estaba a su alcance. La información para encontrarlo estaba en los viejos archivos del SD-6. Irina y Profeta Cinco secuestran a Sydney Bristow, la llevan a alta mar en un petrolero y la someten a un tipo de hipnosis, ya que la clave que buscan son unas coordenadas que Sydney había visto un organigrama de la CIA que le muestra Michael Vaughn sobre el SD-6. Sydney les dio coordenadas falsas, pero en el episodio Instinto Maternal Irina aparece en la casa de Sydney y esta le dice las coordenadas verdaderas. La ubicación del Horizonte se encontraba en una caja de seguridad en Vancouver. Irina, Sydney y Jack Bristow viajan a Vancouver para recuperar el Horizonte. Kelly Peyton, en un intento de traicionar a Irina, dirige un ataque contra ellos, pero no logra recuperar el Horizonte. Irina se escapa con el Horizonte engañando tanto a Peyton, a Profeta Cinco como a Jack y Sydney. Antes de escapar y durante el ataque de Peyton, Irina le confiesa a Sydney, mientras la ayuda a dar a luz a su bebé, que ella nunca quiso tener niños, que sólo cumplía las órdenes que recibía de la KGB, pero que cuando dio a luz y el Doctor puso a la pequeña Sydney en sus brazos, todo cambió, entonces, y solo entonces entendió, que debía elegir entre una de sus dos vidas, la de espía o la de ser madre, eligió la de ser espía.
Irina finalmente muere en Hong Kong en el final de serie. Tras recuperar el Horizonte, el cual ella había intercambiado por dos misiles de largo alcance a Sloane a través de Sark. Irina ordenó a Sark lanzar los misiles sobre Washington D. C. y Londres. Sydney va al encuentro con Irina y se da cuenta de que su madre buscaba la misma inmortalidad que Sloane al parecer había encontrado. Tras una lucha contra Sydney, Irina cae sobre una claraboya, la cual empieza a desquebrajarse poco a poco, teniendo enfrente el Horizonte a la misma distancia que por detrás la mano de Sydney ofreciéndole ayuda, Irina se despide de Sydney diciendo que de verdad la quiere y opta por avalanzarse hacia delante e intentar alcanzar el Horizonte, la claraboya cede a causa del peso, encontrando Irina finalmente en su caída, su muerte.

## Expediente Clasificado
IRINA DEREVKO
- ID-CLASS: CCCP-КГБ-310045щз

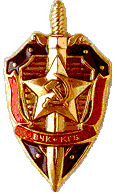
KGB CCCP-КГБ-310045щз.

- PERFIL: ИРИНА ДЕРЕВКО - IRINA DEREVKO
- LUGAR Y FECHA DE NACIMIENTO: Москва (СССР) 22/03/1950 - Moscú (URSS) 22/03/1950
- ALIAS: Laura Bristow - El Hombre
- AFILIACION: КГБ (Комитет Государственной Безопасности) - KGB (Comité para la Seguridad del Estado)
- ALTURA: 175cm
- PESO: 60 kg
- CARACTERISTICAS EN SERVICIO: Implantado un transmisor en un hombro, posteriormente extraído por Jack y sustituido por un transmisor pasivo. Herida de bala en el hombro derecho y torturada durante meses por su hermana Elena para extraer información sobre el montaje de los artefactos de Rambaldi.
- ENTRENAMIENTO/HABILIDADES ESPECIALES: Manipulación, engaño, capacidad absoluta para controlar sus emociones y así poder eludir interrogatorios y detectores de mentiras, Yoga, capaz de asumir los beneficios del sueño de ocho horas en diez minutos de concentración, lingüística, arte dramático y alta capacidad para soportar la tortura.
- IDIOMAS: Inglés, Ruso, Tailandés
- EDUCACIÓN: Master en Literatura Inglesa, B.A
- MARIDO: Jack Bristow
- HIJAS: Sydney Bristow y Nadia Santos
- HERMANAS: Katya Derevko y Elena Derevko
- HISTORIAL: Reclutada para la KGB por Alexander Khasinau en 1970. Su primera misión en la inteligencia soviética fue la de ir a los Estados Unidos, casarse con el agente de la CIA Jack Bristow y conseguir información sobre el Proyecto Navidad. Trabajó encubierta como profesora de Literatura en la prestigiosa universidad de UCLA. Cuando Jack volvía de sus misiones siempre se paraba en una librería antigua de Praga donde compraba primeras ediciones de libros antiguos, era en estos libros donde la KGB ordenaba las misiones a seguir a Derevko. Irina asesinó a 20 agentes de la CIA entre los que se encontraba Bill Vaughn padre de Michael. Cuando Sydney tenía 6 años Irina fingió su muerte en un accidente de tráfico con el agente de la CIA Bentley Carter, quien en realidad era espía de la KGB, y se unió a Khasinau formando su propia organización. 20 años más tarde reaparece en escena entregándose a la CIA para colaborar con la misma. Salió de la cárcel para colaborar en una misión de campo ayudando a Jack y a Sydney a infiltrarse en la base PRF en la India. Semanas después se escapó de la cárcel aliándose con Sloane y Sark en la búsqueda de los objetos de Rambaldi. Su hermana Elena duplicó a Irina mediante el Proyecto Hélice y pago a un mercenario para matar a Sydney haciéndose pasar por Irina, con el fin de provocar a Jack para que matase a Irina, reteniendo así a la verdadera para torturarla y sacarle información respecto a Rambaldi. Más tarde Irina fue rescatada por sus dos hijas de sus secuestradores, ayudó a la desactivación del artefacto de Rambaldi en la ciudad rusa de Sovogda y ejecutó a su hermana Elena. Desde entonces se desconocen sus actividades.

## Hermanas

### Katya Derevko
Yekaterina "Katya" Derevko, interpretada por Isabella Rossellini, fue la primera de las hermanas de Irina en aparecer en la serie. Katya apareció en la tercera temporada para ayudar a Jack y Sydney, pero más tarde se supo que estaba aliada con El Pacto y fue puesta bajo custodia federal. En la cuarta temporada ayuda a Sydney y Jack a encontrar a Elena, a cambio de la promesa de Jack para conseguir su perdón y puesta en libertad.

### Elena Derevko
Elena Derevko es considerada como la más despiadada de las tres hermanas Derevko. Elena Derevko está interpretada por Sônia Braga. La primera vez que sabemos de Elena es cuando Jack Bristow se encuentra con Katya durante la tercera temporada. Las hermanas Derevko son una parte central en el final de la cuarta temporada de Alias, con las acciones que Elena lleva a cabo, afecta gravemente las vidas de sus dos sobrinas Sydney Bristow y Nadia Santos.
- Datos: Q2732002